# Нилсон Паулес
Нилсон Паулес (енгл. Neilson Powless; Кулдига, 3. септембар 1996) амерички је бициклиста који тренутно вози за UCI ворлд тур тим — ЕФ едукејшон—изипост. Освојио је два пута Јапан куп, а по једном Класика де Сан Себастијан, Етоил де Бесеж, Гран при де Марсељеза класик, Гран Пијемонт и Дварс дор Фландерен. Једини је признати потомак из индијанског племена који је возио Тур де Франс.

## Дјетињство и јуниорска каријера
Потомак је америчких старосједелаца, његов дјед био је припадник индијанског племена Онеида и живио је у резервату Стокбриџ, изван Грин Беја, док његов отац практикује бројне ритуале који су уобичајени у племену. Родитељи су му се професионално такмичили у триатлону и од раног дјетињства је заједно са сестром Шејном пливао, возио бицикл и трчао свакодневно. Током одрастања, почео је да се такмичи у крос-контри трчању, а касније и у триатлону, друмском и брдском бициклизму. Током времена се такмичио у више спортова, а са 19 година одлучио је да се потпуно посвети друмском бициклизму, потписавши уговор са америчком тимом Аксеон—хагенс берман. У исто вријеме је почео и да студира у друштвеном колеџу, а изјавио је да су му родитељи тражили да не напушта студије докле год може да их комбинује са бициклизмом.
Године 2016. возио је Тур оф Калифорнију, коју је завршио на деветом мјесту у генералном пласману два минута иза Жилијена Алафилипа и освојио је класификацију за најбољег младог возача. Године 2017. освојио је првенство САД у друмској вожњи за возаче до 23 године и завршио је Тур оф Јута трку на четвртом мјесту, 35 секунди иза Роба Бритона, уз освојену класификацију за најбољег младог возача. Студије је углавном завршавао преко интернета, а послије двије године напустио је колеџ да би се потпуно посветио бициклизму.

## Професионална каријера

### 2018—2019.
Професионалну каријеру почео је 2018. у тиму ЛотоНЛ—јумбо, са којим је потписао двогодишњи уговор, након што је пропао усмени договор који је имао са тимом Кенондејл—драпак. У марту је возио Сетимана интернационале ди Копи е Бартали трку, коју је завршио на деветом мјесту у генералном пласману, два и по минута иза Дијега Росе, док је у финишу сезоне Тур оф Бритејн трку завршио на седмом мјесту у генералном пласману, минут и десет секунди иза Алафилипа, остваривши побједу у оквиру екипног хронометра.
Године 2019. завршио је Волта ао Алгарве трку на седмом мјесту у генералном пласману, два минута и 50 секунди иза Тадеја Погачара и на другом мјесту у класификацији за најбољег младог возача, иза Погачара. У јуну је возио Критеријум ди Дофине, који је завршио на 24 мјесту у генералном пласману и на другом мјесту у класификацији за најбољег младог возача, 12 минута иза Бјорга Ламбрехта. Национално првенство у вожњи на хронометар завршио је на другом мјесту, 20 секунди иза Ијана Гарисона, а првенство у друмској вожњи завршио је на трећем мјесту, четири секунде иза Алекса Хауса. У августу је возио своју прву гранд тур трку — Вуелта а Еспању, гдје је радио за Приможа Роглича и завршио је на 31 мјесту у генералном пласману, док је Роглич освојио Вуелту. Сезону је завршио на Јапан купу, који је завршио на седмом мјесту, два минута иза Баукеа Молеме.

### 2020—2021.
Године 2020. прешао је у тим ЕФ про сајклинг. Сезону је почео на Сантос тур даун андер трци, коју је завршио на 15 мјесту у генералном шпласману, минут и пет секунди иза Ричија Порта, након чега је Хералд сан тур завршио на четвртом мјесту у генералном пласману, минут иза Џаја Хиндлија. Возио је Тур де Франс по први пут, гдје је био у бијегу на шестој етапи, одакле је напао на 5  до врха последњег успона, заједно са Алексејем Луценком. Луценко је напао на 4 km до врха успона, што Паулес није могао да прати, а затим су га престигли Хесус Ерада и Грег ван Авермат и завршио је на четвртом мјесту. У бијегу је био и на осмој етапи, гдје су Нанс Петерс и Илнур Закарин напали на успону на преко 30 km до циља. Паулес је био у другој групи, гдје је радио са још четири возача и завршио је на петом мјесту, минут и 40 секунди иза Петерса. До краја је био у бијегу на још двије етапе, током којих га је достигла главна група и завршио је на 59 мјесту у генералном пласману.
Сезону 2021. почео је на УАЕ туру. На првој етапи се група раздвојила због вјетра, остао је у првој групи, али се она раздвојила због велике брзине у спринту и завршио је шест секунде иза. Хронометар на другој етапи завршио је на 31. мјесту, 57 секунди иза Филипа Гане и дошао је на шесто мјесто у генералном пласману. Трећа етапа била је прва брдска етапа, укупне дужине од 166 km. Циљ је био на успону Џебел Хефет, дугом 10 km, са просјечним нагибом од 6,8%, изнад 1.000 метара надморске висине. На 5,5 km до циља, отпали су сви возачи УАЕ-а који су радили за Погачара, након чега је Данијел Мартинез изашао на чело за Инеос и у групи је остало само десет возача. Након што се Мартинез склонио, Сеп Кус је напао, што су пратили Тадеј Погачар и Адам Јејтс, а убрзо их је достигао и Паулес. Лидери су успорили, захваљујући чему их је друга група достигла, након чега је Кус поново напао и поново су пратили само Погачар и Јејтс. Паулес није могао да прати њихов темпо и завршио је на седмом мјесту, 54 секунде иза Погачара и Јејтса и дошао је на пето мјесто у генералном пласману, минут и 45 секунди иза Погачара. Пета етапа била је друга брдска и одлучујућа етапа у борби за генерални пласман. Циљ је био на успону Џебел Џес, који је био дуг 20 km, са просјечним нагибом од 5% и 7% у посљедња два километра, са надморском висином од 1.491 m. Мартинез је изашао на чело главне групе на 4 km до циља, након чега је предност Луценка који је био у бијегу смањена на 44 секунде. Винченцо Нибали је први напао из главне групе, након чега је напао и Жоао Алмеида који га је достигао. У посљедњем километру, Јонас Вингегор је напао из главне групе, што су у почетку пратили Погачар и Јејтс, али су отпали. Вингегор је достигао Луценка на 300 метара до циља и побиједио на етапи, док је Паулес завршио у великој групи која је дошла на циљ осам секунди иза. Посљедње двије етапе биле су спринтерске и трку је завршио на петом мјесту у генералном пласману, минут и 45 секунди иза Погачара. У јуну је возио Тур де Свис трку, коју је завршио на 14 мјесту у генералном пласману, осам минута иза Ричарда Карапаза и на другом мјесту у класификацији за најбољег младог возача, минут и по иза Едија Данбара. У јулу је возио Тур де Франс, гдје је био у бијегу на етапи 15, одакле је Кус напао на 5  до врха последњег успона, а Паулес није могао да прати друге возаче и завршио је на 13 мјесту, три минута иза Куса. У генералном пласману завршио је на 43 мјесту. Недељу дана послије Тур де Франса возио је Класик Сан Себастијан. Након што су бјегунци достигнути, Сајмон Кер и Микел Ланда су напали на успону Ерлаиц, на око 40 km до циља. Кер је затим напао и стекао предност од 50 секунди, док су у другој групи радили Паулес, Лоренцо Рота, Микел Оноре и Матеј Мохорич, који су га достигли на 23 km до циља. На последњем успону је Паулес напао, што су пратили Мохорич и Оноре, а затим их је достигао Рота. Паулес и Мохорич су појачали темпо на спусту и одвојили се, а на 1,5 km до циља достигао их је Оноре. Паулес је побиједио у спринту, остваривши другу побједу у каријери и прву на друму, након што је једну побједу остварио у оквиру екипног хронометра 2018. У финишу сезоне возио је друмску трку на Свјетском првенству, гдје је у последњих 50 километара Алафилип напао и одвојила се група од десет возача. Ремко Евенепул је радио на челу за Ваута Ван Арта и достизао сваки напад, а након што је отпао од групе, на 26 km до циља, Алафилип је напао на успону, што нико није могао да прати. Иза њега се одвојила група у којој су били Паулес, Дилан ван Барле, Михел Валгрен и Јаспер Стојвен. Они су дошли на циљ 32 секунде иза Алафилипа, а у спринту је завршио на петом мјесту.

### 2022.
Сезону 2022. почео је на УАЕ туру, гдје је након двије спринтерске етапе, хронометар на трећој етапи завршио 28 секунди иза Стефана Бисежера. На четвртој етапи, чији је циљ био на успону Џебел џес, УАЕ тим емирејтс је радио на челу већи дио етапе и на циљ је стигла велика група. Паулес је напао први на 300 метара до циља, након чега су напали Погачар и Јејтс, који су се одвојили а у спринту је побиједио Погачар, док је Паулес завршио у групи која је дошла три секунде иза и дошао је на пето мјесто у генералном пласману, 23 секунде иза Погачара. На посљедњој, седмој етапи, Адам Јејтс је напао на 3.2 km до циља, што је пратио Погачар, док је Паулес отпао, завршио је минут и по иза и трку је завршио на 11 мјесту у генералном пласману, два минута и пет секунди иза Погачара. Дана 20. априла возио је Флеш Валон, који је завршио на 19 мјесту, 24 секунде иза Дилана Тунса. Четири дана касније возио је Лијеж—Бастоњ—Лијеж, гдје је Евенепул напао на успону Коте де ла Редут, на 30 km до циља, што нико није могао да прати. Паулес је радио у другој групи, која је дошла на циљ 48 секунди иза Евенепула и завршио је на осмом мјесту у спринту. У јуну је возио Тур де Свис трку. На петој етапи, Максимилијан Шахман и Том Пидкок су напали на спусту са претпоследњег успона, а након што су достигнути, Јакоб Фуглсанг је напао на 5 km до циља и стекао предност. На успону су га достигли Паулес, Шахман, Александар Власов и Герент Томас. Дошли су заједно на циљ, гдје је завршио на другом мјесту у спринту, иза Власова и дошао је на седмо мјесто у генералном пласману, 28 секунди иза Власова. Прије почетка шесте етапе неколико возача је морало да напусти трку због ковида 19. У финишу етапе, Томас је напао, што је пратило пет возача, док је Паулес завршио четири секунде иза и дошао је на четврто мјесто у генералном пласману, 24 секунде иза Томаса. На седмој етапи, Мартинез је радио на темпо за Томаса и Паулес је отпао. Етапу је завршио на десетом мјесту, минут иза Серхија Игите који је преузео лидерску мајицу и остао је на четвртом мјесту у генералном пласману, минут и 16 секунди иза Игите. Хронометар на последњој, осмој етапи, завршио је на осмом мјесту, минут иза Евенепула и трку је завршио на четвртом мјесту у генералном пласману, два минута и десет секунди иза Томаса.
У јулу је возио Тур де Франс. Прве три етапе вожене су у Данској, а хронометар на првој етапи у Копенхагену завршио је на 44 мјесту, 47 секунди иза Ива Лампара. На петој етапи вожене су секције калдрме које се возе на Париз—Рубеу, гдје је отишао у бијег заједно са још пет возача. Током последњег сектора Магнус Корт Нилсен је отпао, а Паулес је напао у последњем километру. Едвалд Босон Хаген је предводио групу од три возача који су га достигли, а у спринту је побиједио Сајмон Кларк. Они су дошли на циљ минут испред прве групе фаворита и дошао је на друго мјесто у генералном пласману, 13 секунди иза Ван Арта. На шестој етапи, Ван Арт је отишао у бијег заједно са Квином Симонсом и Фуглсангом и стекли су четири минута предности. Фуглсанг је отпао на 70 km до циља, а затим и Симонс, док је Ван Арт достигнут на 11 km до циља и убрзо је отпао од групе. На последњем успону је у групи остало 13 возача, у спринту је побиједио Погачар, а Паулес је остао на другом мјесту у генералном пласману, четири секунде иза Погачара, који је преузео жуту мајицу. На седмој етапи је отпао од групе на око 3 km до циља и изгубио је минут и по, због чега је пао на осмо мјесто у генералном пласману. На етапи 11 отпао је рано и завршио је 26 минута иза Вингегора, који је побиједио нападом на успону Кол ди Гранон и преузео је жуту мајицу. На етапи 12 напао је први како би отишао у бијег, што је пратило још осам возача. На успону Кол ди Галибије, Крис Фрум је напао из главне групе, а на спусту је напао Том Пидкок и заједно су достигли бјегунце. Пред последњи успон, Алп д’Иез, у водећој групи су остали Паулес, Пидкок, Фрум, Луис Мејнтџенс и Ђулио Чиконе, а Пидкок је напао на 10,5 km до циља, након чега су одмах отпали Чиконе и Паулес, док су затим отпали Фрум и Мејнтџенс. Етапу је завршио на четвртом мјесту, два и по минута иза Пидкока. На етапи 14 поново је био у бијегу, али је отпао у финишу и завршио је преко три минута иза Мајкла Метјуза, који је остварио соло побједу, али је завршио скоро десет минута испред главне групе и дошао је на 14 мјесто у генералном пласману, 18 минута иза Вингегора. У бијегу је био и на етапи 16, коју је завршио пет и по минута иза Ига Ула и дошао је на 13 мјесто у генералном пласману. Тур је завршио на 13 мјесту у генералном пласману, али је помјерен на 12 мјесто након што је Наиро Кинтана дисквалификован. У септембру је возио прво издање трке Мериленд класик, гдје је био у бијегу који је опстао до циља, а у спринту је завршио на трећем мјесту, док је побиједио Сеп Ванмарке. У финишу сезоне је возио Јапан куп, гдје је био у бијегу последњих 50 km, одакле је напао током последњег круга и побиједио је 12 секунди испред сувозача Андрее Пикола.

### 2023.
На почетку сезоне 2023. возио је Ла Марсељеза класик, гдје је напао на 16 km до циља и побиједио је минут и 15 секунди испред групе коју је одспринтао Валентен Ферон. У фебруару возио је Етоил де Бесеж трку. На првој етапи Мадс Педерсен је напао на 500 метара до циља, што је пратио Арно де Ли, који је побиједио у спринту, док је Паулес завршио пет секунди иза. Друга етапа је неутралисана након великог пада на мосту на 22 km до циља, а на четвртој етапи, група се раздвојила пред последњи успон због вјетра. Паулес је напао на 3,7 km до циља, што у почетку нико није могао да прати, али га је затим достигао Скјелмосе и до циља су радили заједно. Завршили су 13 секунди испред Пјера Латура, а у спринту је побиједио Скјелмосе, док је Паулес другим мјестом на етапи дошао на друго мјесто у генералном пласману, четири секунде иза Скјелмосеа. Хронометар на последњој, петој етапи, завршио је на седмом мјесту, 21 секунду иза Педерсена, али пет секунди испред Скјелмосеа и освојио је трку секунду испред Скјелмосеа. Сезону је наставио на Тур де Алпс маритимес ди Вар, гдје је Кевин Вокелен напао у финишу на првој етапи и побиједио је, док је Паулес завршио на другом мјесту, пет секунди иза. На другој етапи на циљ је дошла велика група, а у спринту је завршио на другом мјесту, иза Скјелмосеа и остао је на другом мјесту у генералном пласману, седам секунди иза Вокелена. На последњој, трећој етапи, Орелин Паре Пентре је остварио побједу нападом у финишу, док је Паулес завршио у групи која је дошла пет секунди иза и трку је завршио на трећем мјесту у генералном пласману, десет секунди иза Вокелена и три секунде иза Паре Пентреа.
У марту је возио Париз—Ницу, гдје је тим ЕФ едукејшон—изипост екипни хронометар на трећој етапи завршио на другом мјесту, секунду иза Јумбо—визме и дошао је на седмо мјесто у генералном пласману. На четвртој етапи, Вингегор је напао на 4,2 km до циља, што је пратио само Погачар. Њих двојица су успорили јер нису хтјели да раде заједно, након чега их је достигао Году и отишао од њих. Погачар је напао у финишу и остварио побједу, док је Паулес завршио у групи која је дошла на циљ минут и по иза и пао је на девето мјесто у генералном пласману. На седмој етапи, Крис Харпер је напао на последњем успону, на 6,4 km до циља, Вингегор је предводио групу која је стигла до њега, након чега је напао Погачар. У другој групи су радили Давид Году, Вингегор, Ромен Барде и Матео Јоргенсен, док је Паулес заостајао, али је успио да се врати и завршио је на петом мјесту, 24 секунде иза Погачара, који је побиједио у спринту Вингегора и Годуа. На последњој, осмој етапи, Погачар је напао на око 20 km до циља, што нико није могао да прати. У групи иза су радили Јејтс, Јоргенсен, Году и Вингегор, који су дошли на циљ 33 секунде иза, док је Паулес завршио у другој групи, 43 секунде иза Погачара и трку је завршио на шестом мјесту у генералном пласману, три минута и 16 секунди иза Погачара. Недељу дана касније возио је Милано—Санремо, гдје су се на успону Пођо ди Санремо издвојили Метју Ван дер Пул, Гана, Ван Арт и Погачар. Ван дер Пул је напао при врху успона и остварио је соло побједу, док је Паулес завршио на седмом мјесту, у групи која је на циљ дошла 26 секунди иза Ван дер Пула и десет секунди иза Гане, Ван Арта и Погачара. Дана 29. марта возио је Дварс дор Фландерен, гдје је Кристоф Лапорт напао на 4 km до циља и остварио побједу, док је Паулес завршио на трећем мјесту, иза Ојера Лазкана, а испред главне групе коју је одспринтао Јаспер Филипсен. Пет дана касније возио је Ронде ван Фландерен, гдје је на другом прелазу преко успона Ауде кваремонт, на око 55 km до циља, Погачар напао, што нико из групе није пратио и смањио је заостатак иза бјегунаца. Лапорт га је први достигао, а затим Ван Арт и Ван дер Пул, након чега је Погачар поново напао на успону Копенберг, на 40 km до циља, што су пратили Ван Арт и Ван дер Пул. На успону Кројзберг, на 27 km до циља, Ван дер Пул је напао, што је пратио Погачар, а Ван Арт је отпао. Група у којој је био Паулес је достигала Ван Арта и он је завршио на петом мјесту, изгубивши у спринту од Педерсена и Ван Арта, док је Погачар остварио соло побједу нападом на последњем прелазу преко успона Ауде кваремонт. У јуну је возио Тур де Свис трку, коју је завршио на 20 мјесту у генералном пласману.
У јулу је возио Тур де Франс, гдје је прву етапу завршио минут и по иза браће Јејтс, Адама и Сајмона, који су напали на последњем успону. На другој етапи је отишао у бијег заједно са Босон Хагеном и Ремијем Кавањом, гдје је узео максималан број бодова на прва четири успона, а затим га је главна група достигла 2,7 km до врха последњег успона. Отпао је од групе и завршио осам минута иза ње, али је преузео тачкасту мајицу за лидера брдске класификације и добио је награду за најагресивнијег возача на етапи. У бијегу је био и на трећој етапи, гдје је узео максимални број бодова на сва четири успона и повећао је предност у брдској класификацији на 11 бодова испред Погачара. На петој етапи је у бијег отишла велика група, међу којима су били Феликса Гал, Чиконе и Хиндли, који су га престигли у брдској класификацији. На шестој етапи је отишао у бијег, гдје је отпао на успону Кол ди Турмале, али је узео довољно бодова на успонима и поново је преузео тачкасту мајицу, осам бодова испред Гала. На деветој етапи је отишао поново у бијег, гдје је узео највише бодова на прва три успона, а на 50 km до циља Јоргенсен је напао. Паулес, Давид де ла Круз, Метју Биргодо и Мохорич су ишли у групи иза њега, након чега је Мохорич напао у последњих пет километара до врха успона Пиј де Дом. Из друге групе су напали Мајкл Вудс, Пјер Латур и Клемент Берте, који су достигли возаче испред, а Вудс је затим достигао Мохорича и Јоргенсена и побиједио је на етапи, док је Паулес завршио на шестом мјесту, минут и по иза и повећао је предност у брдској класификацији на 18 бодова испред Гала. На етапи 14 је Чиконе узео 20 бодова преко брдских циљева и достигнут је последњи од стране главне групе, на 58 km до циља, док је Вингегор прешао први преко брдског циља екстра категорије Кол де жукс Плане, последњег на етапи и преузео је тачкасту мајицу са истим бројем бодова као Паулес. На етапи 15 је био у бијегу заједно са великом групом возача и узео је четири вида на првом успону. Скјелмосе је радио за Чиконеа на другом успону, који је прошао први и изједначио се по броју бодова у брдској класификацији са Пауелсом, који није могао да прати темпо при врху и отпао је од прве групе. Чиконе је преузео тачкасту мајицу због бољих резултата на успонима. На етапи 16 је вожен хронометар у дужини од 22,4 km, са једним брдским циљем друге категорије, који је био дуг 2,5 km и налазио се на 3,5 km до циља, а била је дозвољена промјена бицикла из хронометрашког у друмски. На успону су се додјељивали бодови за возаче који остваре најбоље вријеме од почетка до краја успона. Паулес је поставио најбоље вријеме када је завршио своју вожњу, али је Чиконе касније поставио боље вријеме, док су боље вријеме од Паулеса до краја имали Погачар и Сајмон Јејтс и Паулес није освојио ниједан бод, а Чиконе је освојио пет бодова као најбржи на успону. На етапи 17 у финишу је вожен брдски циљ екстра категорије Кол де ла Лоз, укупне дужине од 28,1 km, са највећим нагибом од 24%. На етапи је Чиконе отишао у бијег и узео је највише бодова на прва три брдска циља, након чега је Паулес заостајао 30 бодова иза Чиконеа, а престигли су га још Гал и Вингегор. До краја трке није освајао бодове и завршио је на четвртом мјесту у брдској класификацији и на 66 мјесту у генералном пласману.
Недељу дана послије Тур де Франса возио је Класик Сан Себастијан, гдје су на 70 km до циља напали Евенепул, Власов и Пељо Билбао. Власов је отпао у финишу, Евенепул је побиједио у спринту и освојио је трку, док је Паулес завршио на четвртом мјесту, два минута и 50 секунди иза. Почетком августа возио је друмску трку на Свјетском првенству, гдје је Ван дер Пул напао на 78 km до циља, што је прво пратио Ван Арт, а затим Бетиол, Погачар, Метју Динам и Педерсен и достигли су Кевина Вермеркеа који је био испред. На 55 km до циља, Бетиол је напао, што нико није одмах пратио и стекао је предност од 40 секунди. Хонатан Нарваез је пао на 25 km до циља, због чега се група раздвојила и у првој групи иза Бетиола остали су само Ван Арт, Ван дер Пул, Погачар и Педерсен и достигли су га на 22 km до циља. Паулес је први кренуо у потјеру за њима, стигао је на 50 метара од њих, али није имао снаге да их достигне. Њега су достигли Мауро Шмит и Томс Скујинш, а затим и већа група, коју није могао да прати и завршио је на 11 мјесту, преко четири минута иза Ван дер Пула. Два дана касније возио је мјешовити екипни хронометар на Свјетском првенству, који је тим САД завршио на осмом мјесту, скоро два минута иза Швајцарске. Почетком септембра возио је Мериленд класик, гдје је Скјелмосе напао на 110 km до циља и издвојила се група од шест возача. Његов сувозач — Томс Скујинш, је напао у последњих 50 километара, а након неког времена Скјелмосе је дошао до њега, али су их остали возачи достигли. Скјелмосе је напао на 12 km до циља и остварио соло побједу, док је Паулес радио у трочланој групи иза и у спринту је завршио на другом мјесту, два минута и 20 секунди иза Скјелмосеа. Сезону је наставио на класицима у Канади, гдје је Гран при сајклисте де Квебек завршио на 20 мјесту, у великој групи коју је одспринтао Арно де Ли. Два дана касније возио је Гран при сајклисте де Монтреал, гдје је отпао рано и завршио је три и по минута иза Адама Јејтса.

### 2024.
Сезону 2024. почео је на Гран камињо трци, гдје је хронометар на отварању завршио на 16 мјесту, минут и по иза Џошуе Тарлинга, али је хронометар био неутралисан, вожен је на друмским бициклима и није се рачунао за генерални пласман. На последњој, четвртој етапи је био у бијегу, сам на челу трке, али је пао због великог вјетра и морао је да напусти трку. У марту је возио Тирено—Адријатико, који је напустио током шесте етапе због бола у кољену. Послије опоравка, такмичењу се вратио у мају и Ешборн—Франкфурт класик завршио је на 22 мјесту, у групи коју је одспринтао Максим ван Гилс.

## Резултати на тркама

### Резултати на гранд тур тркама
| Гранд тур трке  | 2018. | 2019. | 2020. | 2021. | 2022. | 2023. | 2024. |
| --------------- | ----- | ----- | ----- | ----- | ----- | ----- | ----- |
| Ђиро д’Италија  | —     | —     | —     | —     | —     | —     |       |
| Тур де Франс    | —     | —     | 56    | 43    | 12    | 66    |       |
| Вуелта а Еспања | —     | 31    | —     | —     | —     | —     |       |

| — | Није учествовао |
|   | Није завршио    |